# La Villedieu (Creuse)
La Villedieu é uma comuna francesa na região administrativa da Nova Aquitânia, no departamento de Creuse. Estende-se por uma área de 5,63 km². Em 2010 a comuna tinha 49 habitantes (densidade: 8,7 hab./km²).